# Agustín Ginesta
Agustín Ginesta y Segovia (Piera, 1756-Madrid, 19 de octubre de 1815) fue un cirujano, profesor y escritor español especializado en la obstetricia.

## Biografía
Agustín Ginesta y Segovia nació en Piera (Noya) en 1756, en el seno de una familia de cirujanos. Su padre Agustín Ginesta Ramón ejerce en Tarroja y en Arañó, mientras que sus dos tíos Francisco Ginesta Ramón y José Ginesta Ramón fueron también cirujanos. En 1769 se matriculó en el Real Colegio de Cirugía de Barcelona. En 1773, el Hospital de la Santa Cruz de Barcelona lo elige para sustituir como practicante mayor a Josep Queraltó, médico militar que marcha al virreinato del Río de la Plata para ocupar el cargo de director del Hospital Militar de la isla de Santa Catalina. En 1777, Ginesta cesa en el cargo para ejercer de médico rural durante un tiempo hasta que vuelve a Barcelona con la aspiración de dedicarse a la docencia. Después de algunos intentos fallidos es nombrado en 1783 profesor sustituto del Real Colegio de Cirugía de Barcelona, para ocupar la plaza que quedó vacante de Ramón Sarraceno, ausente para ampliar estudios en el extranjero.
En 1785 se doctora y oposita con éxito para convertirse en cirujano mayor del Hospital de la Santa Cruz,pero cuando se crea el Real Colegio de Cirugía de San Carlos en Madrid, aspira a obtener una de las plazas de catedrático que se acaban de crear. 
No tiene éxito de manera inmediata pero, cuando muere el catedrático Jaume Raspau en 1788, se convocan oposiciones para cubrir la plaza de catedrático de Partes y Enfermedades de la Mujer que ha quedado vacante. El 8 de julio de 1789 toma posesión de la cátedra, gana la oposición ante tres contrincantes y a partir de ahora reside en Madrid dedicado a la docencia y al ejercicio profesional de la tocología y de la ginecología con desplazamientos frecuentes a Cataluña para resolver asuntos familiares o recuperar su salud. 
Un repaso a los trabajos presentados a las Juntas del Real Colegio de San Carlos nos ofrece numerosos datos sobre los intereses clínicos y científicos de Ginesta en los últimos años del siglo xviii y primeros del xix, hasta la guerra de la Independencia. Ginesta presenta comunicaciones y censuras a las Juntas Literarias del Real Colegio de San Carlos y pronuncia el discurso inaugural del curso académico en varias ocasiones como el de Arte Obstetricia en 1790. Su obra más valorada es El conservador de los niños, donde no solo aporta consejos y prescribe los remedios idóneos para cada enfermedad infantil sino que, también, se muestra contrario a los prejuicios que condicionan la crianza física de los hijos.
Académico de la lengua de Real Academia Española y nombrado cirujano de cámara del rey en 1801, es elegido vicerrector del Real Colegio de Cirugía de San Carlos cuando muere Diego Rodríguez del Pino en 1809, cargos que conserva hasta la su muerte.
No abandonó Madrid durante la ocupación francesa, a pesar de lo cual inicialmente no fue depurado, siendo incluso designado vocal de la Junta Superior Gubernativa de Cirugía el 11 de septiembre de 1814. Al año siguiente la situación cambió y en septiembre fue suspendido de empleo, sueldo y de su cargo en la Junta de Cirugía. Falleció en Madrid el 19 de octubre de 1815.
Agustín Ginesta es tío y protector de Pedro Castelló, que también llega a ser profesor del Real Colegio de Cirugía de Madrid y médico de cámara del rey Fernando VII.

## Contexto histórico de la obra de Agustín Ginesta
Introducimos acontecimientos importantes de los avances de la medicina del siglo xviii a grandes rasgos.
-	Se produce la revolución de la química, Nueva Química, dando lugar a la nomenclatura química y el proceso de oxidación.
-	Tuvo origen la medicina preventiva: tratamiento del escorbuto y la vacunación. 
-	Separación de fisiología y anatomía.
-	Fecundación animal de rana y perro, pues la humana llega más tarde.
-	Descubrimiento leucocitos y propiedades del jugo gástrico durante la digestión.
Hay un gran interés por informar sobre la materia sanitaria preventiva, centrando sus obras en el campo materno-infantil. Así en el último tercio del siglo xviii vamos a encontrar en nuestro país obras con el claro objetivo de reducir la mortalidad maternal e infantil; siendo una idea promovida por la monarquía.

## Obras

### Enfermedades de mujeres
Una de sus obras, el manuscrito 148, titulado Enfermedades de mujeres, incluye la mayor parte de las patologías ginecológicas conocidas de la época. Cabe mencionar que se sospecha que esta obra no sea redactada por Agustín Ginesta, sino que puede tratarse de una serie de apuntes de un alumno durante su etapa docente, ya que en la obra aparece en algunas ocasiones el nombre de Ginesta mencionado desde una tercera persona, o incluso, otra teoría es que el libro sí que se encuentre redactado por Agustín Ginesta pero que fuera utilizado por uno de sus alumnos para el estudio. Además, a lo largo de todo el libro se encuentran notas, recetas para tratar la amenorrea, la menorragia y el histerismo (como la composición del bálsamo de Malats), la descripción de abscesos de Richerand y finalmente el índice. Esto nos aclara que la obra está basada en otras obras anteriores de otros autores, y se encabeza citándolos tanto a ellos como a las obras.
En Enfermedades de Mujeres se describe la menstruación y se analizan sus alteraciones, como las amenorreas, las dismenorreas y las menorragias. También se hace una pequeña referencia a la leucorrea, en la época conocida como “flores blancas”; a la clorosis, al histerismo (por aquel entonces considerado una patología exclusiva del género femenino) y la esterilidad.
Por otro lado, también se describen algunas patologías del aparato genital y reproductor femenino, comenzando desde el exterior (alteraciones del clítoris, imperforación del himen o rasgaduras del periné), continuando con la vagina, comentando casos de estrechez, prolapso, tumoraciones o aberturas de ano por vagina y posteriormente se hace referencia a las patologías del útero, como las inflamaciones, la gangrena, abscesos, úlceras, tumores benignos y malignos, etc. En el último capítulo de su libro, hace referencia a las enfermedades de los ovarios y de las trompas de Falopio. Cabe resaltar que, a medida que se realizan las descripciones desde el exterior hacia el interior, la profundidad del análisis y el conocimiento de Ginesta disminuye progresivamente, debido a la dificultad en la inspección de los órganos internos por las técnicas exploratorias de la época y los saberes fisiológicos del momento.
Este texto se considera como uno de los primeros cuerpos de doctrina, formalmente estructurados, sobre la especialidad ginecológica existentes en España. Además, sirvió de inspiración para su sobrino Pedro Castelló, quien basó su obra Tratado de Enfermedades de Mugeres, en la de Ginesta.

### El conservador de los niños

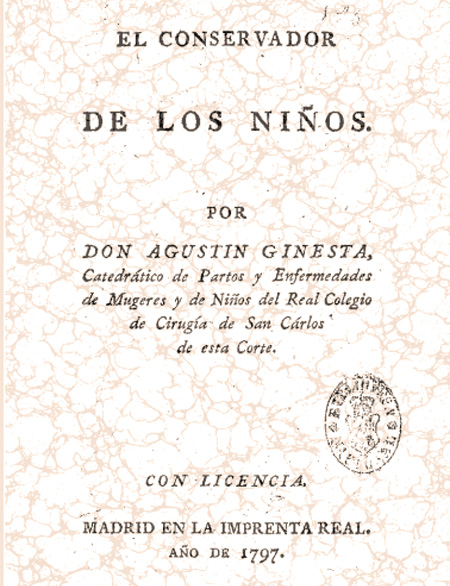
El conservador de los niños

Publicada en 1797, tras la aprobación de dos catedráticos del Real Colegio de Cirugía de San Carlos: Juan de Navas, autor de varias obras de obstetricia y ginecología y Eugenio de la Peña. El motivo que llevó a Ginesta a escribir esta obra fue la consideración de que los niños, dada su excesiva mortalidad, eran cuidados de un mal modo.
Habla desde el nacimiento hasta que el niño ya ha desarrollado los dientes para comer y critica muchas costumbres que no son del todo beneficiosas para ellos. Sobre todo, se habla de cosas muy básicas, tales como que en el nacimiento el bebé no debe tocar el suelo o que no se le debe dar alimento hasta que no le hayan salido los dientes, que es cuando la naturaleza indica que el infante está preparado para comer, hasta entonces el alimento más adecuado es la leche de la madre o algún tipo de papilla.
Dividió la niñez en cuatro épocas para una mayor claridad de sus explicaciones:
- Primera etapa: los primeros cuidados se orientan al parto cuando tiene lugar en el domicilio si presencia de una matrona y demás profesionales, entre ellos, cómo cortar el cordón umbilical. Además se da información sobre la configuración anatómica del niño, con la finalidad de que los padres puedan distinguir los normal de lo patológico. Y por último, las acciones que los padres y demás familiares deberían de llevar a cabo en las primeras horas:

1. Dejar al niño en ayuno las primeras horas.
2. Introducir el dedo con aceite en el ano, con el fin de estimular el recto y pueda expulsar el meconio.
3. Tras las 12 horas, la madre puede amamantarlo.
4. Vestirlo de forma sencilla.

- Segunda etapa: trata fundamentalmente sobre la alimentación durante los primeros meses de vida. Considera la leche como un medio de transmisión de los aspectos morales de la lactante al niño, siendo la lactante generalmente una mujer ajena al recién nacido, denominadas nodrizas. Agustín Ginesta considera que la leche materna, en caso de ser insuficiente para alimentar al niño, tiene alimentos que la pueden complementar: papilla y sopa hecha de agua, aceite y pan. El orden de preferencia de leche de origen animal, cuando la mujer no puede suministrar es en siguiente: burra, cabra, oveja y vaca. Finalmente cierra el capítulo, explicado cómo se debe distribuir su habitación y cuáles son sus condiciones, un lugar ventilado y sin humo.

- Tercera etapa: coincide con la salida de los primeros dientes, proceso lento y gradual que abarca desde los siete meses hasta los dos años del bebé. Se dan consejos para que este periodo de transición no ocasione trama al niño y puede adaptarse a la nueva alimentación sin problema, y sobre los primeros pasos, el uso de andadores y los tratamientos ante caídas.

- Cuarta etapa: se inicia la alimentación normal, y se indica que la bebida más saludable es el agua, aunque la suministración de un poco de vino tiene respuestas positivas. Y por último, consejos de los castigos, premios, juegos infantiles, entre otros.

Esta obra fue calificada por otros Catedráticos del Real Colegio de Cirugía de San Carlos, de donde también era Catedrático Ginesta, como una obra fundamental para la educación, tanto física como moral, de los infantes. Dijo el secretario interino Diego Rodríguez del Pino aludiendo a la obra: “lo hemos leído atentamente y lo juzgamos muy digno de la luz pública, así por no contener nada que se oponga a la religión y buenas costumbres, como por constar de máximas utilísimas para la educación, así física como moral, de los infantes. Creemos el escrito una obra elemental, deducida de la experiencia, apoyada en el más exacto raciocinio, y que manifiesta los muchos y sólidos conocimientos de su autor…”, en Madrid a 30 de mayo de 1797.